# Provincia di Chayanta
La provincia di Chayanta è una delle 16 province del dipartimento di Potosí nella Bolivia meridionale. Il capoluogo è la città di Colquechaca.
Al censimento del 2001 possedeva una popolazione di 90 205 abitanti.

## Geografia antropica

### Suddivisioni amministrative
La provincia è suddivisa in 4 comuni:
- Colquechaca
- Ocurí
- Pocoata
- Ravelo